# امت شاه
امت شاه (گجراتی: અમિત અનિલચન્દ્ર શાહ, هندی: अमित अनिलचन्द्र शाह؛ زادهٔ ۲۲ اکتبر ۱۹۶۴) سیاست‌مدار و وزیر امور داخله هند است.